# Municipio de Frankford (Nueva Jersey)
El municipio de Frankford (en inglés: Frankford Township) es un municipio ubicado en el condado de Sussex en el estado estadounidense de Nueva Jersey. En el año 2008 tenía una población de 5,594 habitantes y una densidad poblacional de 61 personas por km².

## Geografía
El municipio de Frankford se encuentra ubicado en las coordenadas 41°9′26″N 74°41′43″O / 41.15722, -74.69528.

## Demografía
Según la Oficina del Censo en 2000 los ingresos medios por hogar en el municipio eran de $64,444 y los ingresos medios por familia eran $69,449. Los hombres tenían unos ingresos medios de $49,781 frente a los $31,383 para las mujeres. La renta per cápita para la localidad era de $25,051. Alrededor del 5.1% de la población estaba por debajo del umbral de pobreza.